# Varėnė
Die Varėnė ist ein 48 km langer rechter Nebenfluss des Merkys im südlichen Litauen. Der Fluss entspringt bei Skraičionys in der Rajongemeinde Alytus und fließt zuerst gegen Nordosten bis Mikalavas. Hier macht sie einen Bogen Richtung Süden, durchfließt den Varens-See und mündet bei Senoji Varėna in der Rajongemeinde Varėna in den Merkys.